# Kościół św. Bartłomieja w Koszutach Małych
Kościół świętego Bartłomieja w Koszutach Małych – rzymskokatolicki kościół parafialny należący do parafii pod tym samym wezwaniem (dekanat słupecki archidiecezji gnieźnieńskiej).
Jest to świątynia wzniesiona przez cystersów w 1720 roku z fundacji opata klasztoru lądzkiego Mikołaja Łukomskiego. Podczas II wojny światowej kościół został częściowo rozebrany przez hitlerowców. W 1946 roku budowla została zrekonstruowana z oryginalnego materiału rozbiórkowego. Świątynia jest zrębowa, oszalowana, od strony północnej do prezbiterium przylega zakrystia, do kościoła przylegają dwie kruchty, jedną do zakrystii druga do wejścia bocznego, dachy pokryte są blachą, a na kalenicy nawy jest umieszczona wieżyczka na sygnaturkę przykryta kopulastym dachem hełmowym z krzyżem w zwieńczeniu. Wnętrze budowli jest jednonawowe z nieco węższym prezbiterium zamkniętym trójbocznie i nakryte jest płaskim stropem. W ołtarzu głównym Jest umieszczony najcenniejszy zabytek – kopia obrazu Matki Bożej Cierpliwie Słuchającej z orłem na piersiach, który przybył do kościoła 17 lat po jego wybudowaniu, w 1737 roku. Wizerunek ten miał szczególne znaczenie dla Polaków podczas okupacji hitlerowskiej, gdyż Niemcom bardzo przeszkadzał orzeł na piersiach Królowej Polski i dlatego całkowicie chcieli zniszczyć świątynię. Jednak w ostatniej chwili dwie parafianki uratowały Koszucką Madonnę. Po wojnie trafiła z powrotem w godne miejsce do odbudowanego kościoła i otoczona została wielką czcią. Dziś jest umieszczona za zasuwą z wizerunkiem św. Izydora Oracza. Z innych zabytków można wyróżnić: obraz „Pietà” namalowany pod koniec XVI wieku, znajdujący się w ołtarzu bocznym z klęczącą postacią fundatora kościoła. Na ścianie prezbiterium umieszczona jest gotycka rzeźba św. Małgorzaty z około 1480 roku, a także 100-letni obraz św. Stanisława Kostki. Pierwszy kościół w tym miejscu wspominany był już w XIV i XV wieku.